# Supercoupe de Slovénie masculine de handball
La Supercoupe de Slovénie masculine de handball est une compétition de handball en Slovénie disputée annuellement depuis 2007. Elle oppose le Champion de Slovénie et le vainqueur de la coupe de Slovénie de la saison précédente. Dans le cas où une équipe cumule les deux titres, c'est le finaliste de la coupe qui est opposé au champion.
Traditionnellement, il s'agit de la première compétition de la saison et elle se dispute dans différentes villes suivant l'année. Avec 7 victoires, le RK Celje est le club le plus titré.

## Palmarès
| Édition* | Lieu de la finale | Vainqueur       | Finaliste       | Score         |
| -------- | ----------------- | --------------- | --------------- | ------------- |
| 2007     | Velenje           | RK Celje        | Gorenje Velenje | 30–23         |
| 2008     | Koper             | RK Koper        | Trimo Trebnje   | 37–26         |
| 2009     | Maribor           | Gorenje Velenje | Trimo Trebnje   | 29–25         |
| 2010     | Maribor           | RK Celje        | Maribor Branik  | 34–28         |
| 2011     | Trbovlje          | Gorenje Velenje | RK Koper        | 33–28         |
| 2012     | Sevnica           | Gorenje Velenje | RK Celje        | 28–24         |
| 2013     | Non disputée.     | Non disputée.   | Non disputée.   | Non disputée. |
| 2014     | Portorož          | RK Celje        | RK SVIŠ         | 31–22         |
| 2015     | Portorož          | RK Celje        | Gorenje Velenje | 29–27         |
| 2016     | Portorož          | RK Celje        | Koper 2013      | 25–24         |
| 2017     | Slovenj Gradec    | RK Celje        | Maribor Branik  | 32–25         |
| 2018     | Novo mesto        | MRK Krka        | RK Celje        | 23–22         |
| 2019     | Slovenj Gradec    | RK Celje        | Gorenje Velenje | 25–23         |
| 2020     | Non disputée.     | Non disputée.   | Non disputée.   | Non disputée. |
| 2021     | Non disputée.     | Non disputée.   | Non disputée.   | Non disputée. |
| 2022     | Gornja Radgona    | Gorenje Velenje | RK Celje        | 35–33tab      |
| 2023     | Ormož             | RK Celje        | Jeruzalem Ormož | 31–22         |

* La Supercoupe se déroule en début de saison sportive, donc, par exemple, l'édition 2023 a lieu au début de la saison 2023-2024.

## Bilan par club
| Rang  | Club                    | Titres  | Années victorieuses                            |
| ----- | ----------------------- | ------- | ---------------------------------------------- |
| 1     | RK Celje                | 8       | 2007, 2010, 2014, 2015, 2016, 2017, 2019, 2023 |
| 2     | Gorenje Velenje         | 4       | 2009, 2011, 2012, 2022                         |
| 3     | RK Koper                | 1       | 2008                                           |
| 3     | MRK Krka                | 1       | 2018                                           |
| -     | Arrêtée ou non disputée | 3       | 2013, 2020, 2021                               |
| Total | Total                   | 14 (+3) | 2007-2023                                      |